# Jan Fiedziuszko
Jan Fiedziuszko herbu Słupy Giedymina (zm. w 1633 roku) – chorąży piński w latach 1622–1633.
Był elektorem Władysława IV Wazy z powiatu pińskiego w 1632 roku.
W początku 1633 roku na mocy wyroku sądu zadwornego został ścięty za zabójstwo wojskiego pińskiego Mikołaja Jelskiego.